# Hvítavatn
Hvítavatn (z isl. „białe jezioro”) – małe jezioro położone na terenie wyżynnym na południu Islandii, pomiędzy Sídujökull i Skeiðarárjökull, dwoma południowymi jęzorami lodowcowymi największego islandzkiego lodowca – Vatnajökull.  Leży w odległości ok. 15 km na północ od sandru rzeki Skeiðará.